# 惠州工程职业学院
惠州工程职业学院，简称惠工程院，是经广东省人民政府批准、国家教育部备案、广东省教育厅主管的全日制普通高等院校，学校代码：14609。

## 历史
学校前身分别是创立于1950年的惠州农业学校，与创办于1973年的惠州工业科技学校，于2012年11月经惠州市委市政府批准两所学校合并为惠州工程技术学校。2016年12月广东省人民政府同意将在这所国家重点中专学校的基础上按照高标准规划、高起点建设的要求设立新的高等院校，于2017年4月广东省人民政府和教育部正式批准升格为普通高等学校建设惠州工程职业学院。